# Agnes Chow
Châu Đình (tiếng Trung: 周庭; chuyển ngữ: Agnes Chow Ting; sinh ngày 3 tháng 12 năm 1996) là một nhà hoạt động xã hội Hồng Kông. Cô là thành viên của Ủy ban Thường vụ Demosistō và là cựu phát ngôn viên của Học dân tư triều. Là một ứng cử viên được hỗ trợ bởi phe dân chủ trong cuộc bầu cử ở Hồng Kông 2018, Châu bị cấm hoạt động dựa trên lập trường của đảng cô trong việc ủng hộ quyền tự quyết dân chủ.

## Hoạt động ban đầu
Châu Đình lần đầu tiên được chú ý trong phong trào chống đối môn học mới tên là "Giáo dục luân lý và Quốc gia" với tư cách là người phát ngôn của nhóm hoạt động sinh viên Học dân tư triều vào năm 2012. Lúc đó, cô đang học tại Holy Family Canossian College và phản đối việc đưa vào môn học mới này mà họ cho là để "tẩy não". Phong trào đã thu hút thành công hàng ngàn người biểu tình tập trung trước Khu liên hợp chính quyền trung ương dẫn đến việc chính phủ phải hủy bỏ chương trình này vào tháng 9 năm 2012.

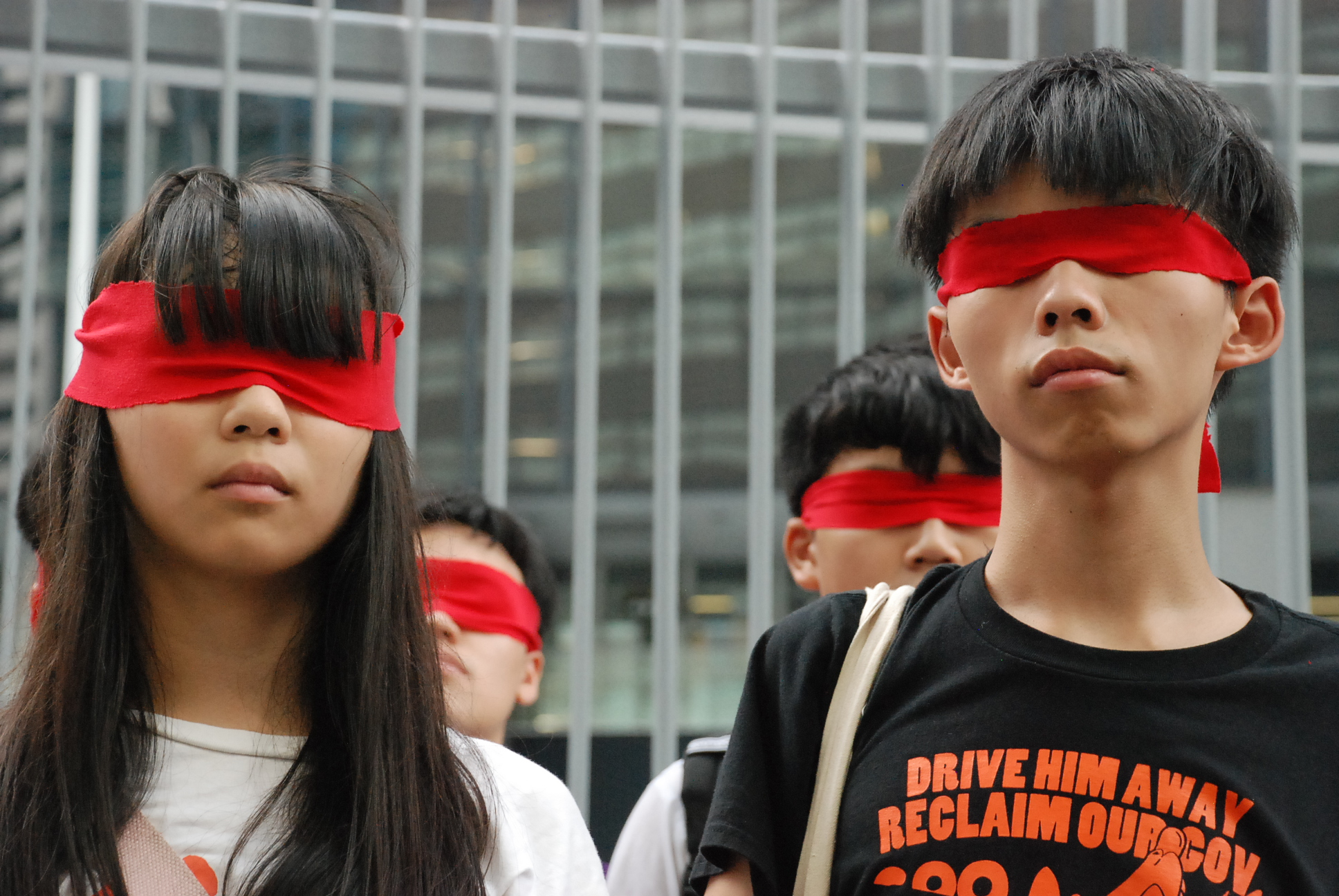
Châu Đình và Hoàng Chi Phong vào ngày 23 tháng 9 năm 2014. Họ đeo băng bịt mắt màu đỏ để tượng trưng cho các sinh viên bị đui mù theo nghĩa bóng bởi quyền lực chính trị của Trung Quốc.

Châu và các nhà hoạt động khác của Học dân tư triều bao gồm Hoàng Chi Phong và Ivan Lam tiếp tục tham gia vào các phong trào chính trị xã hội sau đó, đáng chú ý là cuộc cải cách bầu cử Hồng Kông năm 2014. Châu là một trong những người lãnh đạo trong chiến dịch tẩy chay phân biệt giai cấp chống lại khuôn khổ bầu cử hạn chế do Ủy ban Thường vụ Quốc hội Nhân dân đưa ra trong cuộc bầu cử đặc khu trưởng 2017, dẫn đến các cuộc biểu tình chiếm đóng lớn được gọi là "Cuộc cách mạng ô dù". Trong thời gian chiếm đóng, Châu tuyên bố bước ra khỏi chính trường bằng cách từ chức phát ngôn viên của Học dân tư triều, với lý do "áp lực nặng nề" và "sự hoang mang và mệt mỏi tột độ" mà cô phải đối mặt.

## Demosistō
Vào tháng 4 năm 2016, cô là một trong những thành viên sáng lập Demosistō cùng với các cựu lãnh đạo sinh viên khác trong các cuộc biểu tình Chiếm đóng (Occupy) và là phó tổng thư ký đầu tiên của đảng từ năm 2016 đến 2017. Cô đã tranh cử cùng với chủ tịch đảng Nathan Law trong cuộc Bầu cử Hội đồng Lập pháp năm 2016, là thành viên trẻ nhất của Hội đồng Lập pháp từ trước tới giờ. Năm 2017, cô tham gia cuộc biểu tình trong thời gian Tổng Bí thư Đảng Cộng sản Tập Cận Bình thăm viếng, trong đó họ phủ lên bức tượng Golden Bauhinia bằng các biểu ngữ. Cô đã bị bắt cùng với chủ tịch của Demosistō, ông Nathan Law và tổng thư ký Joshua Wong.

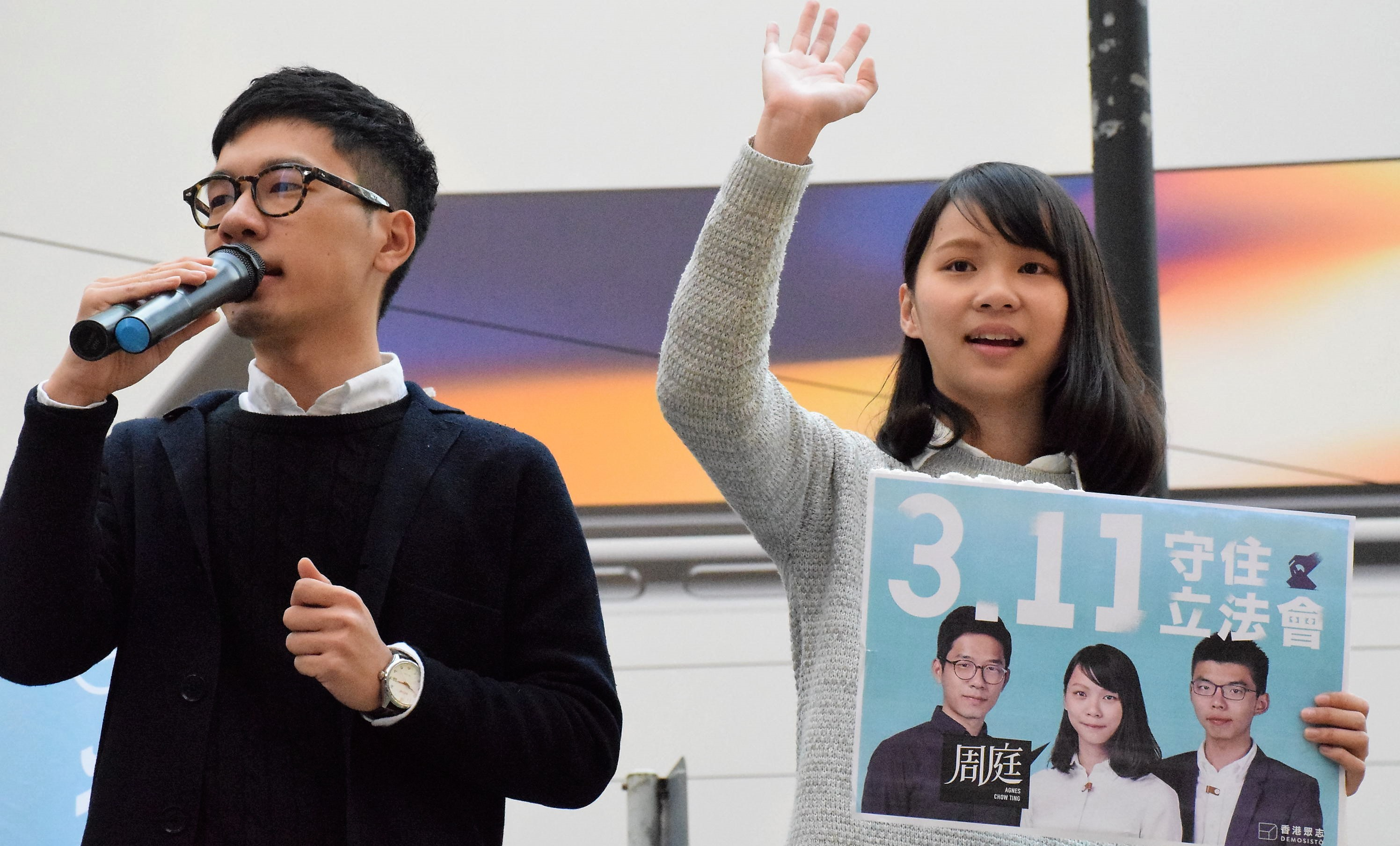
Agnes Chow vận động tranh cử với Nathan Law trong cuộc Bầu cử phụ Hội đồng Lập pháp Hồng Kông 2018.

Sau khi Nathan Law bị bãi nhiệm khỏi Hội đồng Lập pháp về tranh cãi trong buổi tuyên thệ vào tháng 7 năm 2017 và bị kết án tù vào tháng 8 cùng năm, bị cấm không được ứng cử vào các cơ quan công quyền trong 5 năm, Chow trở thành ứng cử viên của Demosistō trong cuộc bầu cử phụ Hội đồng Lập pháp Hồng Kông 2018. Để đủ điều kiện tranh cử, cô đã từ bỏ quốc tịch Anh. Vào ngày 27 tháng 1 năm 2018, việc ứng cử của cô đã bị Ủy ban bầu cử loại bỏ trên cơ sở rằng cô "không tuân thủ các yêu cầu của luật bầu cử, vì ủng hộ hoặc thúc đẩy 'quyền tự quyết' là trái với nội dung của tuyên bố rằng luật pháp yêu cầu một ứng cử viên bảo vệ Luật cơ bản và cam kết trung thành với [Khu hành chính đặc biệt Hồng Kông]. "  Một số chuyên gia pháp lý bày tỏ mối lo ngại về quyết định này, khiến đặc khu trưởng Carrie Lam bình luận rằng "Bất kỳ đề nghị nào về sự độc lập, tự quyết, độc lập của Hồng Kông như là một sự lựa chọn hay quyền tự chủ không phù hợp với các yêu cầu của Luật cơ bản và đi lệch khỏi nguyên tắc quan trọng của" một quốc gia hai hệ thống. "  Nếu được bầu, cô ấy sẽ là nhà lập pháp trẻ nhất trong lịch sử Hồng Kông.

## Bị giam giữ
Chow bị bắt vào ngày 29 tháng 8 năm 2019 tại nhà ở Tai Po, cùng ngày các nhân vật dân chủ Hồng Kông khác bị bắt, bao gồm Joshua Wong và Andy Chan.